# يهودية أرثوذكسية
اليهودية الأرثوذكسية مصطلح جامع للفرق التقليدية من اليهودية الحاخامية المعاصرة. عَقَديًّا، تمتاز اليهودية الأرثوذكسية بأنها ترى أن التوراة المكتوبة والشفهية موحيَتان من الله حرفيًّا على جبل سيناء وأنها تواترت إلينا منذئذ بصدق ودقة.

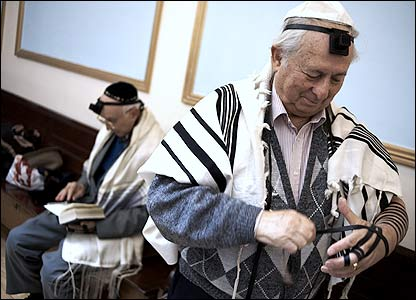
يهود أرثذوكس.

تدافع اليهودية الأرثوذكسية من ثم عن المحافظة الصارمة على الشريعة اليهودية أو الهالاخا، بشرط ألا تفسّر هذه الشريعة إلا بالطرائق التقليدية وباتباع الاستمرارية التي وصلتنا عبر العصور. ترى اليهودية الأرثوذكسية النظام الشرعي قائمًا على وحيٍ ثابت غير منسوخ، بعيدٍ عن أي تأثير خارجي أو تاريخي. وعلامة الأرثوذكسية اليهودية: طاعة الإله وفروض الهالاخا الأخلاقية وغيرها، وهذا أهم من أي مسألة نظرية. من العقائد الرئيسة الأخرى الإيمان بقيامة أجسام الموتى في المستقبل، والثواب والعقاب للبر والفاجر، واصطفاء بني إسرائيل شعبًا مرتبطًا بعهد مع الله، وأن العهد المسيحي قادم وسيحكمه ملك مسيح يسترجع معبد بيت المقدس.
ليست اليهودية الأرثوذكسية طائفة مركزية. العلاقات بين المذاهب في اليهودية الأرثوذكسية متوترة، وتُعد حدود الأرثوذكسية موضع جدال شديد ونقاش كبير. يمكن تقريبًا تقسيم اليهودية الأرثوذكسية إلى يهودية الهاريدي (وهي أرثوذكسية جدًّا)، وهي أكثر محافظة وانعزالًا، واليهودية الأرثوذكسية الحديثة، وهي أكثر انفتاحًا على المجتمع الخارجي. قامت كل فرقة من هاتين الفرقتين على تيارات مستقلة. وكلاهما رسميًّا اختزاليّ، يرى أن الأرثوذكسية ليس مجرد تيار آخر من اليهودية، بل هو المذهب الصحيح من اليهودية نفسها.
ومع أن الحركة تعتنق أفكارًا تقليدية، فإنها ظاهرة حديثة. وكانت هذه الظاهرة نتيجة انهيار المجتمع اليهودي الذي حكم نفسه بعد القرن الثامن عشر، وشكّلها الصراع الفكري ضد ضغوط التنوير اليهودي وبدائل العلمنة والتجديد التي نالت أتباعًا أكثر. يعد الأرثوذكس المحافظون شرعيًّا والمتنبّهون عقَديًّا أقلية صغيرة من اليهود، ولكن إلى جانبهم العديد من غير المحافظين المتأثرين بهم أو الذين ينتسبون إليهم. وبالإجمال تعد اليهودية الأرثوذكسية أكبر مجموعة يهودية دينية، ويقدّر أن أتباعها المحافظين أكثر من مليونين، وإلى جانبهم عدد يكافئ هذا من الأتباع الاسميين أو الداعمين.

## تعريفات
كانت أقدم إشارة إلى مصطلح اليهود الأرثوذكس في صحيفة برلينيش موناتستشريفت عام 1795. استُعيرت كلمة الأرثوذكسية من النقاش الألماني التنويري العام، ولم تكن تعني مجموعة دينية مخصوصة، بل كانت تعني اليهود الذين يعارضون التنوير. في أوائل القرن التاسع عشر وأواسطه، ومع زيادة نفوذ الحركات التقدمية بين اليهود الألمان، لا سيما الإصلاحية اليهودية الأولى، أصبح عنوان الأرثوذكسي يطلق على التقليديين الذين يعتنقون آراءً محافظة بالنسبة إلى مسائل التحديث. ولكن هؤلاء اليهود يكرهون هذا الاسم المسيحي الغريب، ويفضلون أسماء أخرى مثل (مُحِقّو التوراة، غيستزتريو) ويقولون إنهم لا يستعملون لفظ الأرثوذكس إلا لسبب الاصطلاح. أشار الحاخام القائد اليهودي الأرثوذكسي سامسون رافائيل هيرسش إلى «الدين الذي تسميه العامة اليهودية الأرثوذكسية»، وفي عام 1882، عندما اقتنع الحاخام أزريل هيلدشيمر أن العوام عرفوا أن هذه الفلسفة مختلفة جذريًّا عن اليهودية الليبرالية، أزال لفظ أرثوذكس من معهد هيلدشيمر الحاخامي. مع حلول العقد الثالث من القرن العشرين، أصبح المصطلح شائعا ومقبولًا حتى في شرق أوروبا، ولم يزل كذلك.
تعد الأرثوذكسية نفسها أيديولوجيًّا الاستمرار الموثوق الوحيد لليهودية عبر العصور، كما كانت قبل أزمة الحداثة في مسائل عديدة، منها: إلهية التوراة المحضة أو الاتباع الصارم للتقاليد والأحكام في الشريعة اليهودية. أما معارضوها التقدميون فيشاركونها في هذه النظرة، فيرونها من بقايا الماضي المتحجرة وهو ما يجعل مذهبهم التجديدي لازمًا. لذلك يستعمل مصطلح الأرثوذكسية ليشير إشارة عامة إلى الكُنُس التقليدية والشعائر التقليدية وهكذا (حتى وإن كان المعنيّ التقليدي العام، أي غير المرتبط بالحركات اليهودية الحداثية غير الأرثوذكسية).
أما البحث العلمي فقد اتخذ منهجًا أدقّ، ولاحظ أن اليهودية الأرثوذكسية نفسها ومجالات عملها كلها لم تكن إلا نتيجة للحداثة. وقد نشأت اليهودية الأرثوذكسية عن الحاجة إلى دعم مفهوم التراث والدفاع عنه، في عالمٍ لم يعد فيه مفهوم التراث واضحًا. وعندما وصلت العلمنة إلى تفكيك البنى الجماعية التي كانت عالية الشأن في النظام القديم للحياة اليهودية، توحدت العناصر التقليدية لتنشئ مجموعات لكل منها فهم مستقل لنفسه. كان هذا تغيّرًا كبيرًا، إذ كان على الأرثوذكسيين أن يتأقلموا مع ظروف جديدة مثلهم مثل أي أحد آخر، لذا طوروا أساليب جديدة أصولية للفعل والفكر. كانت عملية تحويل اليهود إلى أرثوذكس عملية مشروطة بالظروف المحلية ومعتمدة على مقدار الخطر الذي يشعر به اليهود الأرثوذكس أنفسهم، إذ ظهرت في أوروبا الوسطى هوية أرثوذكسية مرسومة بدقة في ألمانيا والمجر، وفي العقد السابع من القرن التاسع عشر، ظهرت هوية أقل شدّة في شرق أوروبا في فترة الحروب الداخلية. وبين اليهود في المناطق المسلمة، حدثت عمليات مشابهة على نطاق كبير في العقد الثامن من القرن العشرين، بعد أن هاجروا إلى إسرائيل. ينظَر إلى الأرثوذكسية على أنها محافظة جدًا، لأنها تحجّر تقليدًا كان من قبل متغيرًا ديناميكيًا بسبب الخوف من تشريع التغيير. ومع أن هذا صحيح إلى حد ما، فإن الخصيصة التي تعرف اليهودية الأرثوذكسية لم تكن تحريم التغيير أو تجميد التراث اليهودي، ولكن الحاجة إلى التأقلم مع الحداثة بطريقة غير طريقة الفرقة اليهودية التي رفضت الشرائع التقليدية. نتج عن الأرثوذكسية طيف واسع من ردود الفعل، كما يقول بنجامن براون، معظمها فيه الكثير من التساهل والتسوية. يدرس العلماء اليوم، لا سيما بعد أواسط العقد التاسع من القرن العشرين، اليهودية الأرثوذكسية على أنها مجال في نفسه، ويبحثون كيف أدت الحاجة إلى مواجهة الحداثة إلى هذه الأفكار والعقائد والبنى الاجتماعية والأحكام الهالاخية التي جعلت المجتمع الأرثوذكسي مختلفًا جدًّا عن المجتمع اليهودي التقليدي.

## العقائد

### الله
ترجع أهم العقائد الأرثوذكسية إلى المصادر القديمة مثل التلمود والحكماء الذين جاؤوا بعده، ومنها: صفات الله في اليهودية، الواحد الذي لا ينقسم، الذي سبق الخلائق في الوجود، والذي خلقها جميعًا، الأزلي العليم القدير المنزَّه الذي لا يدركه العقل البشري. يذكر هذا الأصل في كثير من النصوص المؤسسة، ويكرر في الصلوات اليومية، مثل صلاة شمع يسرائيل (اسمعي إسرائيل): «اسمعي إسرائيلُ، الله ربنا، الله واحد».
رسم ابن ميمون هذا الفهم للإله الواحد المشخص في المقالات الستة الفاتحة لمقالاته الثلاثة عشرة. تركز المقالات الستة على أن الله هو الخالق الوحيد الأحد، وعلى أنه لا يتأثر بمخلوقاته، وهو الأول والآخر، وأنه لا يستحق العبادة أحد غيره، وأنه عليم بكل شيء. إن سلطة إله إسرائيل لا تنحصر باليهود، بل تمتد إلى الأمم الأخرى، الذين يحرم عليهم -حسب معظم الآراء الحاخامية- أن يعبدوا آلهة أخرى، وإن كان يجوز لهم أن يشركوا بالله آلهة أخرى (استخدمت هذه الفكرة أساسًا من أجل السماح بالتعامل مع المسيحيين، حتى لا يعتبروا وثنيين يحرم التعامل العملي معهم).
يظهر تحريم صناعة التماثيل لله وأحكام أخرى، تنزه الله عن الفهم البشري، وأنه لا يُبلَغ إلا بما شاء أن يظهره. أكّد ابن ميمون وكل الحكماء اليهود في عصره تقريبًا على أن الإله متنزه عن المادة وليس له «شبيه ولا جسم»، ومع أن هذه المفاهيم كانت مسلّمات في العصور الوسطى، فإن ابن ميمون ومعاصريه لاحظوا أن المفاهيم المجسدة للإله كانت شائعة في عصرهم.
وجد التوتر القروسطي بين ترفع الإله وثباته من جهة، وعهده واهتمامه بالخلق من جهة أخرى، صيغته العامة في القبالة النخبوية. يؤكد القباليون على أن الله نفسه أعظم من الكون، وأنه يظهر في العالم المخلوق شيئًا فشيئًا من خلال ظهورات صغيرة أو سفريوت، وكل تجلٍّ من هذه التجليات انعكاس لما في عقله الكامل. ومع أن كثيرًا من الناس قبل هذا، فإن القبالة كانت مشاكسة ورفضتها بعض السلطات الدينية لأنها تهديد لوحدة الله. في العصور الحديثة يؤيد الكثير أتباع الدوائر اليهودية التقليدية القبالة، على الأقل ضمنيًّا، أما اليهودية الأرثوذكسية الحديثة فتتجاهلها ولا تواجهها مباشرة.